# 일산국제컨벤션고등학교
일산국제컨벤션고등학교(一山國際컨벤션高等學校)는 대한민국 경기도 고양시 일산서구 주엽동에 있는 공립 고등학교이다

## 학교 연혁
- 1994년 2월 28일 : 일산정보산업고등학교 설립 인가 상업과(7), 정보처리과(3), 무역과(2)
- 1994년 3월 1일 : 초대 김경문 교장 취임
- 1994년 3월 5일 : 1994학년도 신입생 입학식 상업과(1), 정보처리과(1), 무역과(1)
- 1997년 2월 14일 : 제1회 졸업식(64명)
- 2010년 8월 24일 : 경기도교육청 직업교육체제 개편 선도학교 선정
- 2011년 6월 23일 : 교명 변경 일산국제컨벤션고등학교
- 2018년 6월 25일 : 경기도교육청 학과 개편 승인 컨벤션경영과(3), 컨벤션관광과(3), 패션코디네이션과(2), IT소프트웨어과(2), 광고디자인과(2)
- 2021년 3월 1일 : 경기도교육청 혁신학교(자율학교) 지정(2021.03.01.~2025.02.28. 4년간)
- 2022년 3월 1일 : 제11대 고영주 교장 취임
- 2023년 7월 10일 : 경기도교육청 학과 개편 승인 컨벤션경영과(2), 컨벤션관광과(2), 패션코디네이션과(2), IT소프트웨어과(2), 웹툰앤콘텐츠디자인과(2)
- 2023년 12월 29일 : 제28회 졸업식(185명, 누계 10,797명)

## 설치 학과
- 광고디자인과
- IT소프트웨어과
- 컨벤션경영과
- 컨벤션관광과
- 패션코디네이션과
- 웹툰앤콘텐츠디자인과

## 참고 자료
- 일산국제컨벤션고등학교 - 한국교육학술정보원 학교알리미